# علاقه (فیلم ۱۹۹۴)
علاقه (به انگلیسی: The Favor) یک فیلم سینمایی کمدی رمانتیک آمریکایی به کارگردانی دونالد پتری و نویسندگی سارا پاریوت و جوزان مک گیبون محصول سال ۱۹۹۴ است. در این فیلم هارلی جین کوزک، الیزابت مک‌گاورن، بیل پولمن، برد برد پیت و کن وال بازی می‌کنند. موسیقی اصلی را توماس نیومن ساخته‌است.

## داستان
کتی با پیتر ازدواج کرده‌است. او به این فکر می‌کند که اگر با دوست پسر قدیمی خود تام بود چه اتفاقاتی می‌افتاد. ازدواج او را از رسیدن به این خواسته‌اش منع می‌کند به همین دلیل از دوستش امیلی می‌خواهد با او ارتباط برقرار کرده و از تجربه‌اش به او بگوید، اما …

## بازیگران
- هارلی جین کوزک در نقش کتی وایتینگ
- الیزابت مک‌گاورن در نقش امیلی امبری
- بیل پولمن در نقش پیتر وایتینگ
- برد پیت در نقش الیوت فاولر
- کن وال در نقش تام اندروز
- زنجبیل اورسی در نقش جینا
- لی آن اورسی در نقش هانا
- لری میلر در نقش جو دوبین

## تولید
این فیلم در سال ۱۹۹۰ فیلمبرداری شد، اما به دلیل ورشکستگی اوریون در سال ۱۹۹۱ در آمریکا و کانادا در ۲۹ آوریل ۱۹۹۴ انتشار گسترده شد. در ۲۹ دسامبر ۲۰۰۱، برای رسانه خانگی با فرمت دی‌وی‌دی برای کد منطقه‌ای منتشر شد.